# 岡田宗太郎
岡田 宗太郎（おかだ そうたろう、1899年4月8日 - 1930年代）は、日本の俳優である。本名は柿花 儀太郎（かきはな ぎたろう）。

## 来歴・人物
1899年（明治32年）4月8日、大阪府大阪市西区北堀江に生まれる。生家は商家であった。家の事情で京都市五条に移り、六波羅尋常小学校から京都第三高等小学校へ進むが大阪へ戻り、難波高等小学校を卒業後に金物屋の店員となる。その後大阪市衛生試験所勤務を経て、芸能界を志す。
1920年（大正9年）4月1日、小山内薫主宰の松竹キネマ俳優学校に入学。同期生には澤村春子、伊藤大輔、鈴木伝明、奈良真養らがいる。同年11月、松竹キネマ研究所に入所し、1921年（大正10年）に同研究所第1回作品の『路上の霊魂』に別荘番役として出演。同年8月の研究所解散とともに松竹蒲田撮影所に入り、小澤得二監督『山中小唄』などに準主演したほか、大久保忠素監督『宮城野の孝女』などに助演。1924年（大正13年）1月には柳さく子、梅村蓉子、河村黎吉、奈良真養とともに幹部に昇格する。
以降も準主演格で多くの作品に出演し、中国人役や朴訥な青年役などで活躍していたが、1932年（昭和7年）11月公開の『残されたお菊ちゃん』以降の映画出演はなく、1936年（昭和11年）に著書『映画俳優術 スタアになるには』（豊国社刊）を出版して以降の消息は不明である。

## 出演作品

### 映画
- 路上の霊魂（1921年、松竹キネマ研究所） - 別荘番
- 剣舞の娘（1921年、松竹蒲田） - その仲間勇二
- 狂へる剣技（1921年、松竹蒲田）
- 二つの魂（1922年、松竹蒲田）
- 孝子啓助（1922年、松竹蒲田）
- 堅き握手（1922年、松竹蒲田）
- 黄金（1922年、松竹蒲田）
- 宮城野の孝女（1923年、松竹蒲田）
- なすな恋（1923年、松竹蒲田）
- 噫森訓導の死（1923年、松竹蒲田）
- 女と海賊（1923年、松竹蒲田）
- 天を仰いで（1923年、松竹蒲田）
- 黒装束（1923年、松竹蒲田）
- お転婆娘（1923年、松竹蒲田）
- 山中小唄（1923年、松竹下加茂）
- 焔の行方（1923年、松竹下加茂）
- 愛の力（1924年、松竹下加茂）
- 嬰児殺し（1924年、松竹蒲田）
- はたちの頃（1924年、松竹蒲田）
- 旋風（1924年、松竹蒲田）
- 黒川博士（1924年、松竹蒲田）
- 踊りの夜（1924年、松竹蒲田）
- 大和魂（1924年、松竹蒲田）
- 大尉の娘（1924年、松竹蒲田）
- 噫伊藤巡査（1924年、松竹蒲田）
- 灼熱の恋（1924年、松竹蒲田）
- 少女の悩み（1924年、松竹蒲田）
- 指輪（1924年、松竹蒲田）
- 一度怒らば（1924年、松竹蒲田）
- 新己が罪（1925年、松竹蒲田）
- 初鰹（1925年、松竹蒲田）
- 大地は微笑む（1925年、松竹蒲田）
- 村の先生（1925年、松竹蒲田）
- 女難（1925年、松竹蒲田）
- 男ごころ（1925年、松竹蒲田）
- 象牙の塔（1925年、松竹蒲田） - 運転手
- 村正小町（1925年、松竹蒲田）
- 恋妻（1925年、松竹蒲田）
- 乃木大将伝（1925年、松竹蒲田） - 乃木保典
- 京子と倭文子（1926年、松竹蒲田） - 今井富之助
- お坊ちゃん（1926年、松竹蒲田） - 松村千太郎
- 人間愛（1926年、松竹蒲田）
- 若き日の罪（1926年、松竹蒲田）
- 愛（1926年、松竹蒲田）
- 曲馬団の姉妹（1926年、松竹蒲田）
- 恋愛混線（1927年、松竹蒲田） - 須田の友人
- 九官鳥（1927年、松竹蒲田） - 課長海老定夫
- 新窓の美女（1927年、松竹蒲田）
- 昭和時代（1927年、松竹蒲田） - トニーと呼ばれる青年泥棒
- 国境警備の唄（1927年、松竹蒲田） - コック李元応
- 真珠夫人（1927年、松竹蒲田）
- 白虎隊（1927年、松竹蒲田） - 間諜
- 村の人気者（1927年、松竹蒲田）
- 秋草燈籠（1927年、松竹蒲田） - 講談師円龍
- 毒唇（1927年、松竹蒲田）
- 愛欲変そ相図（1928年、松竹蒲田） - 戸部高沖
- 不滅の愛（1928年、松竹蒲田）
- 富岡先生（1928年、松竹蒲田）
- 春ひらく（1928年、松竹蒲田）
- 民族の叫び（1928年、松竹蒲田）
- 夜の牝猫（1929年、松竹蒲田）
- 都会を泳ぐ女（1929年、松竹蒲田）
- 情熱の一夜（1929年、松竹蒲田） - 支那骨董屋主人
- レヴューの姉妹（1930年、松竹蒲田） - 松岡勇介
- 麗人（1930年、松竹蒲田） - 紳士
- 若者よなぜ泣くか（1930年、松竹蒲田） - 狩野一郎
- お嬢さん（1930年、松竹蒲田） - 社会部長
- 淑女と髯（1931年、松竹蒲田） - 社長
- 愛よ人類と共にあれ（1931年、松竹蒲田） - 運転手
- 美人と哀愁（1931年、松竹蒲田） - 吉田
- 若き日の感激（1931年、松竹蒲田） - ドクトル
- 上陸第一歩（1932年、松竹蒲田） - 刑事
- 蝕める春（1932年、松竹蒲田） - 杉浦男爵